# Cap André-Prud'homme
Le cap André-Prud'homme (ou, plus couramment, cap Prud'homme) est un cap de terre Adélie (Antarctique oriental) proche de la base antarctique française Dumont-d'Urville. C'est l'ancienne « pointe Géologie » qui a donné son nom à l'archipel de Pointe-Géologie.

## Description
Présentant quelques affleurement rocheux qui ressortent de la glace, ce cap peu marqué s'avance dans le sud de la baie Pierre-Lejay. C'est l'un des rares endroits proches de la base Dumont-d'Urville où il est possible de débarquer et d'accéder à l'inlandsis de l'Antarctique. De part et d'autre du cap, la côte du continent est constituée de falaises de glace de 20 à 30 m de haut.

## Histoire
C'est l'ancienne « pointe Géologie » indiquée sur quelques minutes et cartes préliminaires levées par les premières expéditions des années 1950-1953 et non publiées. L'une des premières descriptions du cap est faite par Michel Barré, chef de la 4e expédition antarctique française en terre Adélie dans son journal de raid à la date du 26 juin 1951 : « [...] Je repars, avec Tabuteau et Perroud, sur Coccinelle, vers la côte. [...] nous mettons une bonne heure pour atteindre la pointe Géologie elle-même. Cette pointe n'a pas du tout l'ampleur de la presqu'île de Découverte, de celle de Jules ou même de celle de Port-Martin. Elle se compose uniquement d'un énorme rocher posé au bord de l'eau ; le bas du rocher est cerné d'une banquette de glace du côté de la mer ; il paraît possible de monter sur cette banquette avec le Weasel. [...] ». La pointe Géologie a longtemps servi de lieu de stockage de carburant et de vivres en prévision d'une débâcle subite bloquant là une équipe de raid.
Le cap porte actuellement le nom du météorologue français André Prud'homme (1920-1959), disparu le 7 janvier 1959 dans une tempête de neige à la base Dumont-d'Urville (île des Pétrels), à 5 km de distance.

## Logistique
Dès les années 1950, le cap a été le point de départ des raids sur le continent entrepris par les Expéditions polaires françaises. Une caravane de secours y a été longtemps installée.
Depuis 1994, une annexe de la base Dumont-d'Urville (station Robert-Guillard) y a été construite. Elle sert en été de point de départ des trois raids qui permettent tous les ans de convoyer du fret jusqu'à la base Concordia.